# Panneau de signalisation de circulation interdite en France
Le panneau de signalisation de circulation interdite, codé B0 en France, indique que, sur la chaussée à laquelle il s'applique, toute circulation de véhicules (y compris sans moteur) est interdite dans les deux sens.

## Histoire
Avec les débuts de l'automobile apparaissent les premiers panneaux. Celui relatif à la circulation interdite a connu en France de multiples vicissitudes. Son ancêtre est constitué d'une inscription noire sur fond jaune, apparu lors du premier congrès international de la route qui se tient à Paris en 1908. Il est ensuite proposé sous la forme d'un disque rouge par l'union des villes suisses et l'Association internationale des automobiles-clubs comme une interdiction de passer pour tous les véhicules. Il est officialisé en 1931 sous la forme d'un disque blanc bordé de rouge. Pourtant lors de la première instruction française relative à la signalisation routière, il ne fait pas partie des signaux réglementaires.
Sur le plan international, il est confirmé par la convention de 1949, mais la France ne l'adopte toujours pas dans son code de la route de 1954.
L'arrêté du 24 novembre 1967 relatif à la signalisation des routes et autoroutes ne fait commencer la liste des panneaux de prescription qu'à partir du signal B1, actuel sens interdit, qui en fait office puisque la signification de ce panneau est alors « Accès interdit à tout véhicule ou sens interdit ».
Il ne sera adopté finalement qu'en 1977.

## Usage
Dans l'usage, ce panneau est rarement utilisé. À la place, le panneau de signalisation de sens interdit est généralement utilisé, même si la circulation est interdite dans les deux sens.

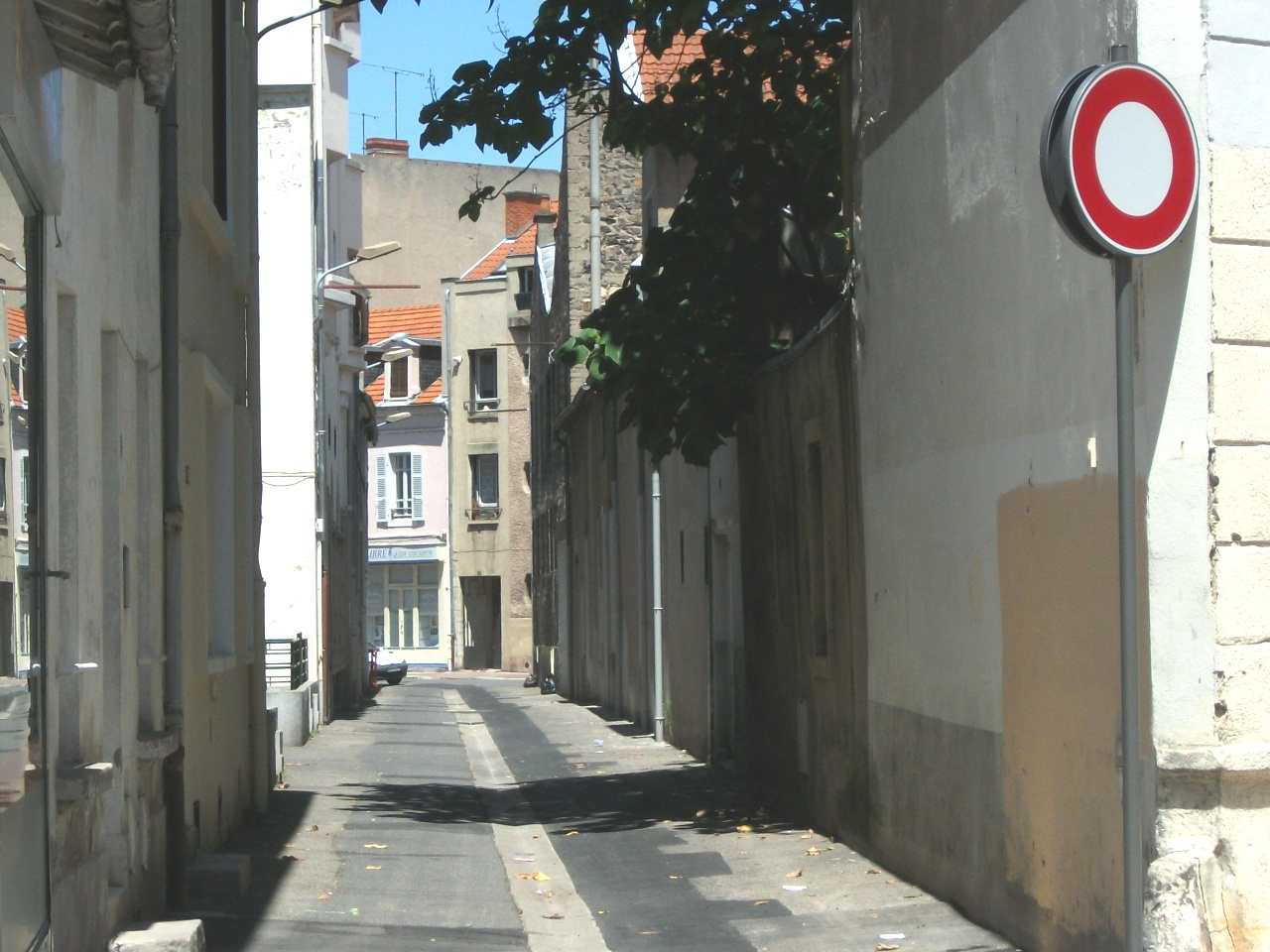
Rue interdite à la circulation de tout véhicule.
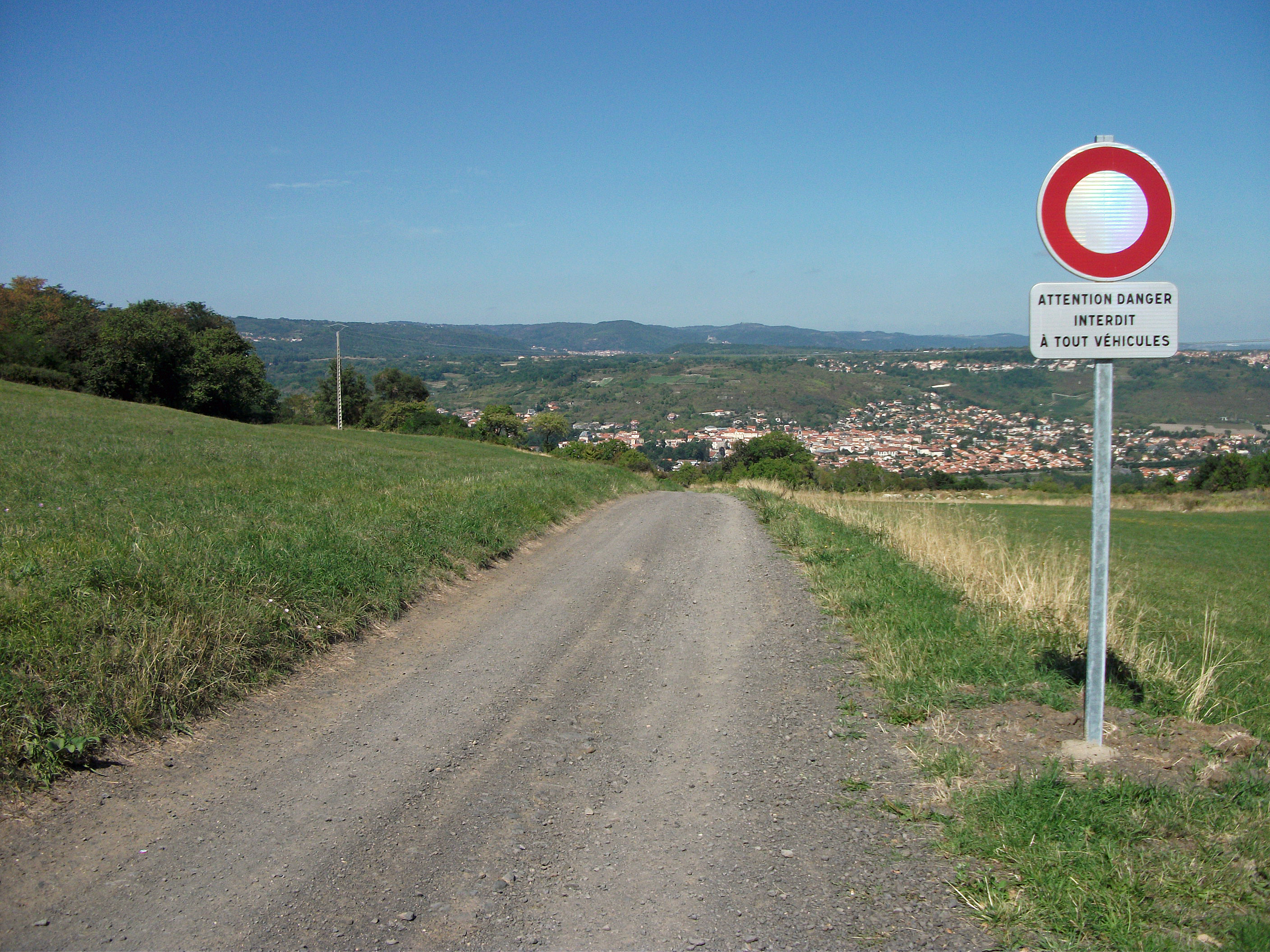
Panneau B0 avec panonceau M9z redondant « attention danger interdit à tout véhicules » (sic).
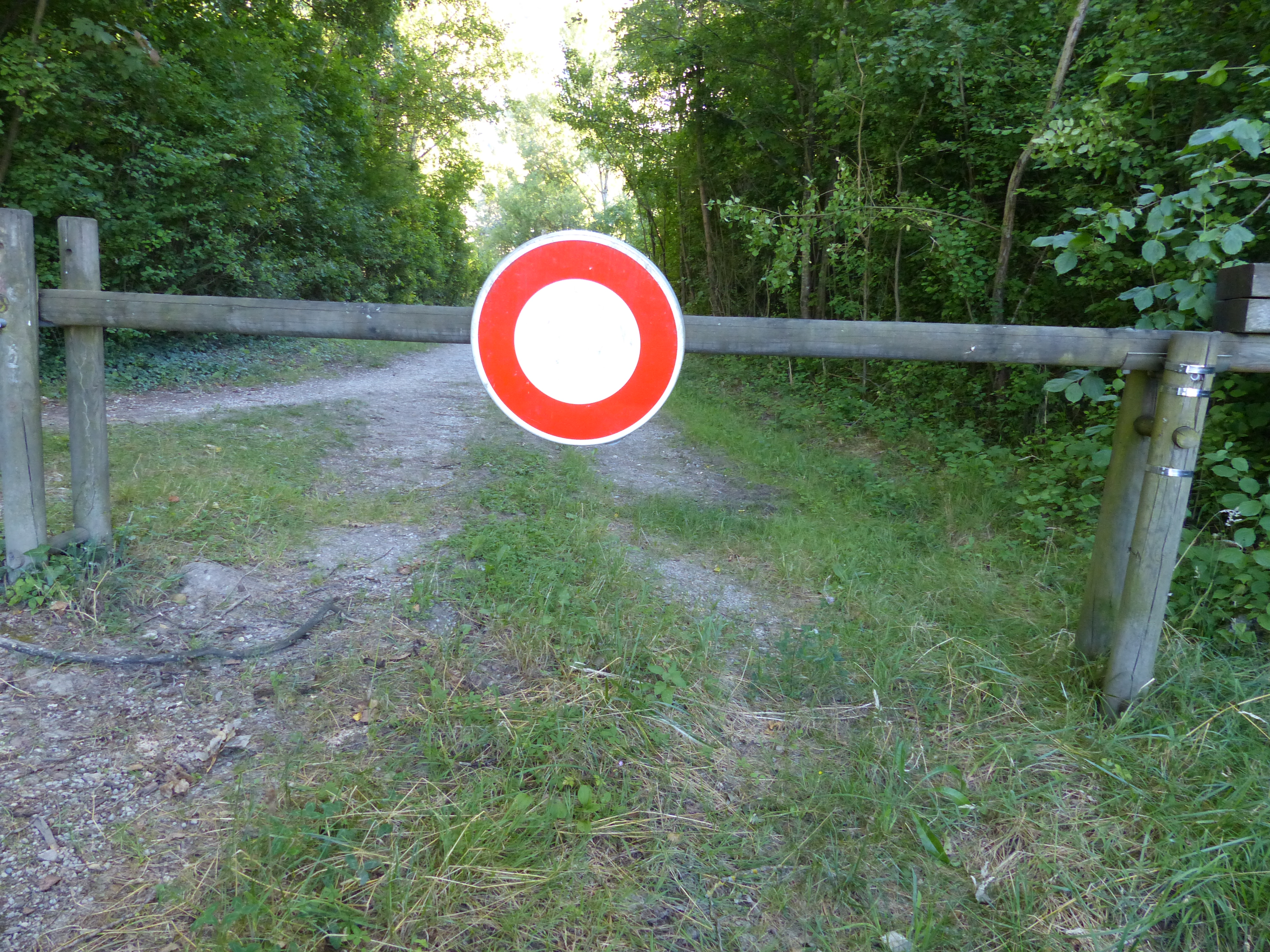
Panneau sur une barrière barrant l'accès à un chemin forestier

## Caractéristiques
Il existe cinq gammes de dimensions de panneaux de prescription.

## Implantation du panneau B
Comme la plupart des panneaux de prescription, les panneaux B0 sont placés au voisinage immédiat de l'endroit où la prescription commence à s'imposer. Ils doivent être répétés après chaque intersection autre que celles avec des voies privées non ouvertes à la circulation publique ou des chemins de terre.

### Distance latérale

Implantation d'un panneau de prescription sur accotement en rase campagne

Sauf contrainte de site, la distance entre l'aplomb de l'extrémité du panneau situé du côté de la chaussée et la rive voisine de cette extrémité ne doit pas être inférieure à 0,70 m.
En rase campagne, les panneaux sont placés en dehors de la zone située en bord de chaussée et traitée de telle façon que les usagers puissent y engager une manœuvre de redirection ou de freinage dite « zone de récupération », ou leur support au minimum à 2 m du bord voisin de la chaussée, à moins que des circonstances particulières s'y opposent (accotements étroits, présence d'une plantation, d'une piste cyclable, d'une voie ferrée, etc.).
En agglomération, les panneaux sont placés de manière à minimiser la gêne des piétons.
Le support d'un signal peut aussi être implanté sur une propriété riveraine ou ancré à une façade après accord du propriétaire ou par application si cela est possible en vertu du décret-loi du 30 octobre 1935 et du décret 57-180 du 16 février 1957.

### Hauteur au-dessus du sol
En rase campagne, la hauteur réglementaire est fixée en principe à 1 m (si plusieurs panneaux sont placés sur le même support, cette hauteur est celle du panneau inférieur), hauteur assurant généralement la meilleure visibilité des panneaux frappés par les feux des véhicules. Elle peut être modifiée compte tenu des circonstances locales soit pour assurer une meilleure visibilité des panneaux, soit pour éviter qu'ils masquent la circulation.
En agglomération, lorsqu’il y a un éclairage public, les panneaux peuvent être placés à une hauteur allant jusqu'à 2,30 m pour tenir compte notamment des véhicules qui peuvent les masquer, ainsi que de la nécessité de ne gêner qu'au minimum la circulation des piétons.

#### Position de la face
Le plan de face avant d'un panneau implanté sur accotement ou trottoir doit être légèrement incliné de 3 à 5° vers l'extérieur de la route afin d'éviter le phénomène de réflexion spéculaire qui peut, de nuit, rendre le panneau illisible pendant quelques secondes.

## Visibilité de nuit
Les panneaux et panonceaux de signalisation doivent être visibles et garder le même aspect de nuit comme de jour. Les signaux de danger sont tous rétroréfléchissants ou éventuellement dans certaines conditions définies ci-dessous, éclairés.
Les revêtements rétroréfléchissants doivent avoir fait l'objet, soit d'une homologation, soit d'une autorisation d'emploi à titre expérimental. La rétroréflectorisation porte sur toute la surface des panneaux et panonceaux à l'exception des parties noires ou grises.